# نورتن دودغ
نورتن دودغ (بالإنجليزية: Norton Dodge)‏ هو اقتصادي أمريكي، ولد في 15 يونيو 1927 في أوكلاهوما سيتي في الولايات المتحدة، وتوفي في 5 نوفمبر 2011.